# Vanellus
Vanellus Brisson, 1760 è un genere di uccelli della famiglia Charadriidae.

## Tassonomia
Il genere Vanellus comprende le seguenti specie:
- Vanellus vanellus (Linnaeus, 1758) - pavoncella
- Vanellus crassirostris (Hartlaub, 1855) - pavoncella beccorosso
- Vanellus armatus (Burchell, 1822) - pavoncella fabbro o pavoncella armata
- Vanellus spinosus  (Linnaeus, 1758) - pavoncella spinosa
- Vanellus duvaucelii (Lesson, 1826) - pavoncella di Duvauceli
- Vanellus tectus (Boddaert, 1783) - pavoncella testanera
- Vanellus malabaricus (Boddaert, 1783) - pavoncella indiana dalle caruncole gialle
- Vanellus albiceps (Gould, 1834) - pavoncella corona bianca
- Vanellus lugubris (Lesson, 1826) - pavoncella lugubre
- Vanellus melanopterus (Cretzschmar, 1829) - pavoncella alinere
- Vanellus coronatus (Boddaert, 1783) - pavoncella coronata
- Vanellus senegallus (Linnaeus, 1766) - pavoncella del Senegal
- Vanellus melanocephalus (Rüppell, 1845) - pavoncella pettomacchiato
- Vanellus superciliosus (Reichenow, 1886) - pavoncella pettobruno
- Vanellus cinereus (Blyth, 1842) - pavoncella cenerina
- Vanellus indicus (Boddaert, 1783) - pavoncella indiana dalle caruncole rosse
- Vanellus macropterus † (Wagler, 1827) - pavoncella caruncolata di Giava
- Vanellus tricolor (Vieillot, 1818) - pavoncella tricolore
- Vanellus miles (Boddaert, 1783) - pavoncella mascherata
- Vanellus gregarius (Pallas, 1771) - pavoncella gregaria
- Vanellus leucurus (Lichtenstein, 1823) - pavoncella codabianca
- Vanellus chilensis (Molina, 1782) - pavoncella del Cile
- Vanellus resplendens (Tschudi, 1843) - pavoncella delle Ande